# Sphagniana sphagnorum
Sphagniana sphagnorum är en insektsart som först beskrevs av Walker, F. 1869.  Sphagniana sphagnorum ingår i släktet Sphagniana och familjen vårtbitare. Inga underarter finns listade i Catalogue of Life.